# Edgar Amphlett
Edgar Montague Amphlett (Dorchester, 1 de septiembre de 1867-Chelsea, 9 de enero de 1931) fue un deportista británico que compitió en esgrima, especialista en la modalidad de espada. Participó en dos Juegos Olímpicos de Verano en los años 1908 y 1912, obteniendo dos medallas, plata en Londres 1908 y plata en Estocolmo 1912.

## Palmarés internacional
| Juegos Olímpicos | Juegos Olímpicos      | Juegos Olímpicos | Juegos Olímpicos   |
| Año              | Lugar                 | Medalla          | Prueba             |
| ---------------- | --------------------- | ---------------- | ------------------ |
| 1908             | Londres (Reino Unido) | Medalla de plata | Espada por equipos |
| 1912             | Estocolmo (Suecia)    | Medalla de plata | Espada por equipos |